# Etykieciarka

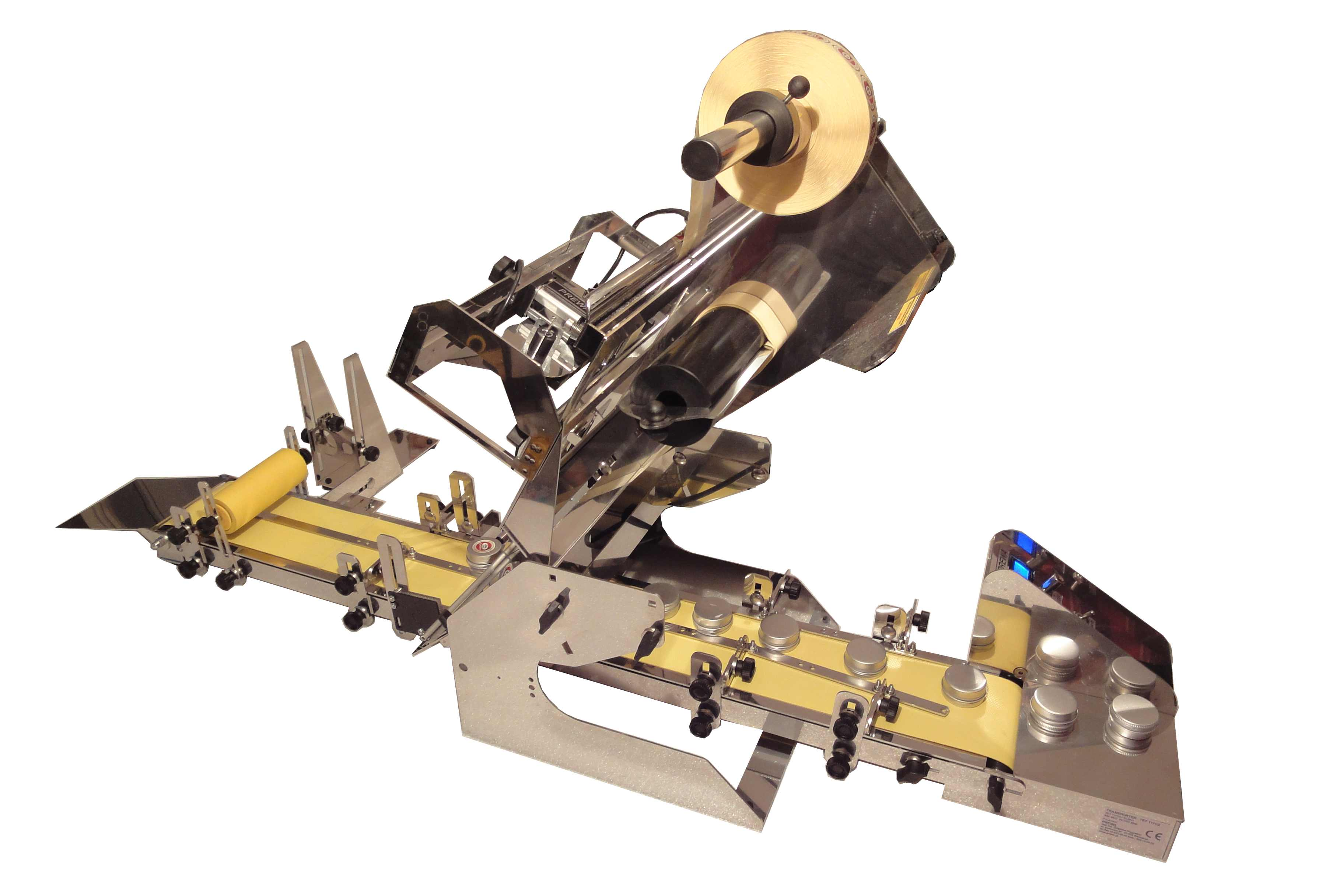
Etykieciarka automatyczna współpracująca z transportem

Etykieciarka – urządzenie mechaniczne służące do nanoszenia etykiet na wyrób. Etykieciarki zaopatrzone są w zespoły: napędowy, detekcji etykiet, detekcji opakowania, pozycjonowania produktu. Najczęściej stosowane do oklejania wyrobów są etykiety samoprzylepne drukowane na papierze lub folii, sztancowane i po oddzieleniu zbędnego ażuru pozostające na silikonowym papierze podkładowym. Etykiety bez kleju wymagają oddzielnych aplikatorów kleju, natomiast etykiety z klejem bez podkładu (typu liner less) ze względu na trudności techniczne w ich podawaniu nie znalazły szerszego zastosowania.
Etykiety samoprzylepne najczęściej są wykonane na wstędze zwiniętej w rolę. W tej postaci nadają się do automatycznego podawania na etykieciarce. Aby uatrakcyjnić wygląd etykiet oraz przedłużyć ich trwałość są one powlekane przezroczystą folią albo na ich powierzchnię jest nanoszony lakier UV. Zadaniem etykieciarki jest naklejenie tak wykonanej etykiety na gotowym produkcie w estetyczny i powtarzalny sposób.
Podział rozwiązań konstrukcyjnych urządzeń etykietujących ze względu na:
Sposób pracy
- Etykieciarki automatyczne o dużych wydajnościach pracujące z transporterami w ciągach produkcyjnych
- Etykieciarki półautomatyczne w których wyrób podawany jest ręcznie do automatycznego zespołu owijającego
- Etykieciarki ręczne do manualnego naklejania dokładnie pozycjonowanych etykiet
- Aplikatory bez pozycjonowania opakowania i etykiety do ręcznego pobrania etykiet

Sposób realizacji napędu podkładu z etykietami
- Napęd bezpośredni podkładu bez owijania
- Napęd bezpośredni podkładu rolką owijania
- Napęd podkładu rolką ciągnącą z dodatkowym układem owijania
- Napęd podkładu rolką podającą i ciągnącą z dodatkowym układem owijania
- Napęd podkładu rolką podającą z dodatkowym układem owijania

Sposób detekcji etykiet
- Detekcja optoelektroniczna
- Detekcja mechaniczna
- Detekcja pojemnościowa i ultradźwiękowa

Sposób realizacji owijania opakowań
- Owijanie ręczne
- Owijanie z napędem od podkładu etykietowego
- Owijanie z napędem od silnika napędu etykiet
- Owijanie z napędem od niezależnego silnika

Sposób realizacji nawijania zużytego podkładu etykietowego
- Nawijanie podkładu od silnika napędu głównego i przekładni paskowej z poślizgiem sprzężenia ciernego paska z kołem
- Nawijanie podkładu od silnika napędu głównego, przekładni paskowej i sprzęgła na rolce zabierania zużytej folii.